# Macrocera districta
Macrocera districta är en tvåvingeart som beskrevs av Coher 1988. Macrocera districta ingår i släktet Macrocera och familjen platthornsmyggor.
Artens utbredningsområde är Iran. Inga underarter finns listade i Catalogue of Life.